# Bertha Phillpotts

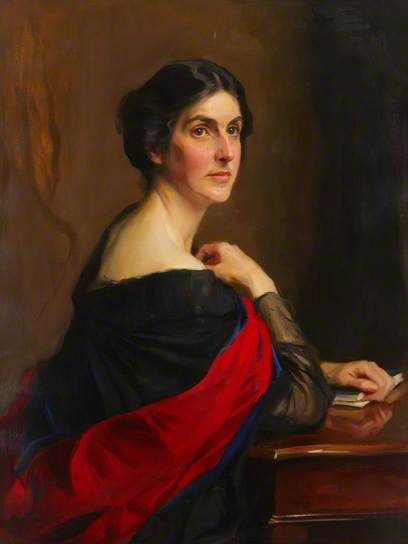
Bertha Phillpotts

Dame Bertha Surtees Phillpotts, DBE (* 25. Oktober 1877 in Bedford, Bedfordshire, England; † 20. Januar 1932 in Cambridge, Cambridgeshire) war eine britische Skandinavistin.

## Biografie
Nach dem Schulbesuch studierte sie von 1898 bis 1902 mittelalterliche und moderne Sprachen am Girton College, dem ersten College für Frauen in England. Im Anschluss war sie zwischen 1903 und 1906 Forschungsstudentin in Island und Dänemark. Nach ihrer Rückkehr nach Großbritannien war sie zunächst Bibliothekarin des Girton College, ehe sie zwischen 1909 und 1913 Sekretärin des Kurators des Museum für Archäologie und Anthropologie der University of Cambridge, Anatole von Hügel, war.
1913 erfolgte ihre Ernennung zur ersten Lady Carlisle Fellow am Somerville College. Danach war sie von 1916 bis 1920 Sekretärin des britischen Botschafters in Schweden Esmé Howard, 1. Baron Howard of Penrith.
Nach ihrer Rückkehr nach Großbritannien wurde sie 1920 zur Direktorin (Principal) des Queen Mary and Westfield College der University of London ernannt. Zwei Jahre später kehrte sie an ihre Alma Mater zurück und war von 1922 bis 1925 Direktorin (Mistress) des Girton College.
Zuletzt war sie von 1926 bis zu ihrem Tod Lecturer und Direktorin für Skandinavische Studien an der University of Cambridge. Dabei widmete sie sich insbesondere der isländischen Literatur.
Für ihre Verdienste wurde sie 1929 zur Dame Commander des Order of the British Empire geschlagen. Ein Jahr vor ihrem Tod heiratete sie 1931 den Astronomen Hugh Frank Newell (1857–1944).

## Werke
Zu ihren bedeutendsten Veröffentlichungen gehören:
- Surt. In: Axel Kock et al. (Hrsg.): Arkiv för nordisk filologi (ANF). Neue Folge, Band 17 (= Band 21 der Gesamtausgabe). C. W. K. Gleerups förlag, Lund 1905, S. 14–30 (mehrsprachig, runeberg.org – englischsprachiger Beitrag zu Surt).
- Kindred and Clan in the Middle Ages and after. A study in the sociology of the Teutonic races. Cambridge University Press, Cambridge 1913 (archive.org).
- The Elder Edda and Ancient Scandinavian Drama. Cambridge University Press, Cambridge 1920, Nachdruck 2008, ISBN 978-1-178-49173-9 (archive.org).
- Edda and Saga. 1931.